# 伊麗薩岩
伊麗薩岩（英語：Eliza Rocks）是南極洲的岩石，它位於南設得蘭群島的利文斯頓島北面，處於德瑟萊申島和澤德群島之間，現時由南極條約體系管理。